# Spin tv
spin tv (special interest GmbH) ist eine unabhängige Produktionsfirma für Fernsehsender und Bewegtbildplattformen mit Sitz im Zentrum von Köln. Das Kerngeschäft des Unternehmens umfasst die Entwicklung und Produktion von Special-Interest-Formaten unterschiedlicher Genres. Dazu zählen Reportagen und Dokumentationen genauso wie Web-Soaps, Magazine, Industrie- und Imagefilme.
Derzeit beschäftigt das Unternehmen rund 30 feste und eine Vielzahl von freien Mitarbeitern.

## Geschichte und Produktionen
Gegründet wurde spin tv im Jahr 2000 von Thomas Luzar und Reinhold Geneikis. Beide Geschäftsführer sammelten zuvor unter anderem bei den Fernsehsendern ZDF, WDR und VOX Erfahrung.
Im Jahr 2002 expandierte das Unternehmen nach China und hat mit C-spin tv einen Sitz in Peking. In Namibia arbeitet spin tv eng mit der Produktionsfirma Harnasmedia zusammen. Im Jahr 2003 produzierte spin tv eine der ersten Prime-Time-Doku-Soaps im deutschen Fernsehen, Die Hammer-Soap – Heimwerker im Glück für RTL II.
2004 bis 2009 folgte eine der ersten Deko-Soaps, Wohnen nach Wunsch, die täglich auf VOX lief. Daraus entstand das Projekt Wohnen nach Wunsch – das Haus – dieses Format lief viele Jahre am Sonntag Vorabend bei VOX.
Darüber hinaus war spin tv mit erfolgreichen Formaten wie Echt lecker! einer der größten Produzenten für den Sender tv.gusto, den Thomas Luzar und Reinhold Geneikis als Gründer ins Leben riefen. Auch produzierte spin tv die erste Fußball-Soap inklusive Live-Übertragung Helden der Kreisklasse, die am 17. April 2005 ihre Erstausstrahlung hatte. Für die erste Live-Übertragung eines Kreisklasse-Spiels erhielten sie einen Eintrag ins Guinness-Buch der Rekorde.
Weitere bekannte Formate wie Endlich schuldenfrei (RTL II), Jäger der vergessenen Schätze (Kabel eins) oder Zimmerhelden (Sat.1) folgten. Mit der ersten Eigenproduktion für ProSieben Maxx BeefBattle – Duell am Grill sicherte sich spin tv sechs Staffeln lang einen Sendeplatz. Es folgten Formate wie Hart. Härter. Höllencamp, die einen Quotenrekord auf dem Donnerstag-Prime-Time-Sendeplatz bei ProSieben Maxx landen konnten.
Seit dem Jahr 2017 beteiligte sich zudem die ndF Entertainment GmbH aus München als Minderheitsgesellschafter mit 24,9 % der Anteile an der spin tv GmbH.
Die erste von spin tv produzierte Web-Soap der Bundeswehr Die Rekruten war überaus erfolgreich. Mit über 44 Millionen Aufrufen in drei Monaten und 270.000 Abonnenten entwickelte sich Bundeswehr Exclusive zum erfolgreichsten Branded Channel auf YouTube – dank einer völlig neuen Reportageform.
Es folgten weitere Formate für den Bundeswehr-Exclusive-YouTube-Kanal in den Jahren darauf. Sehr erfolgreich waren auch: MALI, KSK – Kämpfe nie für dich allein und Die Rekrutinnen.
Im Dezember 2020 startete die Special-Serie Besatzung Bravo über die Marine ebenfalls erfolgreich auf dem YouTube-Kanal Bundeswehr Exclusive.
Seit 2014 produziert spin tv die Serie Steel Buddies – Stahlharte Geschäfte für DMAX. Inzwischen geht die erfolgreichste Serie des Senders in die zwölfte Staffel und wird in über 20 Ländern ausgestrahlt. 
Seit 2024 wird die Nachfolgeserie mit dem Namen Morlock Motors – Big Deals im Westerwald im Auftrag des Konkurrenz-Fernsehsender Kabel Eins produziert und seit dem 17. Oktober 2024 ausgestrahlt.
Auch im Bereich True Crime entwickelte spin tv namhafte Formate: Mit der Dokumentation Obduktion für TVNOW, die zusammen mit dem Rechtsmediziner Michael Tsokos und Schauspieler Jan-Josef Liefers entstand, brachte spin tv die weltweit erste echte rechtsmedizinische Obduktion auf den Bildschirm.
Zusammen mit der Essener Oberärztin Carola Holzner alias DocCaro entwickelt spin tv seit 2020 einen umfangreichen Social-Media-Auftritt.

## Auszeichnungen und Awards
Für die Web-Soap Die Rekruten erhielt spin tv folgende Auszeichnungen:
- 2017: Deutscher Digital Award in der Kategorie Branded Content[11]
- 2017: GWA Grand Effie Award in der Kategorie Content Hero[12]
- 2017: European Excellence Award in der Kategorie Content Marketing[13]
- 2017: Art Directors Club[14]
- 2017: NEPTUN Award[15]
- 2017: Deutscher Media Preis[16]

Für die Web-Soap MALI erhielt spin tv folgende Auszeichnungen:
- 2018: Deutscher Digital Award in der Kategorie Branded Content
- 2018: NEPTUN Award
- 2018: Art Directors Club
- 2018: Politikaward[17]

Für die Web-Soap KSK – Kämpfe nie für dich allein erhielt spin tv folgende Auszeichnungen:
- 2019: Deutscher Digital Award in der Kategorie Branded Content[18]
- 2019: Art Directors Club
- 2019: Indie Awards[19]
- 2020: Markenaward in der Kategorie „Beste digitale Markenführung“

Die Folge Das Sumatra-Nashorn der Reihe Mission Erde wurde beim Greenscreen-Festival 2020 in zwei Kategorien als bester Film nominiert:
- Green Report
- Preis der Jugendjury